# جودي كيلي
جودي كيلي (بالإنجليزية: Judy Kelly)‏ هي ممثلة بريطانية وأسترالية (وحملت سابقاً جنسية المملكة المتحدة لبريطانيا العظمى وأيرلندا)، ولدت في 1 نوفمبر 1913 بسيدني في أستراليا، وتوفيت في 22 أكتوبر 1991 بلندن في المملكة المتحدة بسبب مرض.

## وصلات خارجية
- جودي كيلي على موقع IMDb (الإنجليزية)
- جودي كيلي على موقع قاعدة بيانات الفيلم (الإنجليزية)